# El Recreo (Caracas)
Pour les articles homonymes, voir El Recreo.
El Recreo est l'une des vingt-deux paroisses civiles de la municipalité de Libertador dans le district capitale de Caracas au Venezuela.